# 사이징
사이징(sizing)은 보호 필러 또는 유약 역할을 하기 위해 다른 재료(특히 종이 및 직물)에 적용되거나 통합되는 물질이다. 사이징은 제지 및 직물 제조에서 해당 재료의 흡수 및 마모 특성을 변경하는 데 사용된다.
사이징은 도금을 위한 유성 표면 준비에 사용된다. 화가와 예술가들이 일부 예술 기법을 위해 종이와 직물 표면을 준비하는 데 사용한다. 사이징은 사진에서 인쇄물의 선명도를 높이거나 인쇄물의 광택을 변경하거나 용지 종류 및 인쇄 기술에 따라 다른 목적으로 사용된다.
복합 재료에 사용되는 섬유는 매트릭스 재료와의 접착을 촉진하기 위해 다양한 사이징제로 처리된다.
사이징은 잉크와 페인트가 종이에 흡수되지 않고 종이 표면에 남아 건조되도록 하는 목적으로 건조 시 종이가 액체를 흡수하는 경향을 줄이기 위해 종이 제조 중에 사용된다. 이는 보다 일관되고 경제적이며 정밀한 인쇄, 페인팅 및 필기 표면을 제공한다. 이것은 모세관 작용에 의해 액체를 흡수하는 종이 섬유의 경향을 억제함으로써 달성된다. 또한 사이징은 마모성, 구김성, 마감, 인쇄성, 매끄러움 및 표면 결합 강도에 영향을 미치고 표면 다공성 및 보풀을 감소시킨다.

## 같이 보기
- 중성지